# Lynchia elbeli
Lynchia elbeli är en tvåvingeart som beskrevs av Maa 1969. Lynchia elbeli ingår i släktet Lynchia och familjen lusflugor. Inga underarter finns listade i Catalogue of Life.